# Hylesia dyarex
Hylesia dyarex är en fjärilsart som beskrevs av William Schaus 1921. Hylesia dyarex ingår i släktet Hylesia och familjen påfågelsspinnare. Inga underarter finns listade i Catalogue of Life.